# Zębiełek samotny
Zębiełek samotny (Crocidura bottegi) – gatunek małego ssaka z rodziny ryjówkowatych (Soricidae). Występuje w Kenii i Etiopii. Ekologia tego ssaka nieznana. W Czerwonej księdze gatunków zagrożonych Międzynarodowej Unii Ochrony Przyrody i Jej Zasobów został zaliczony do kategorii brak danych DD.